# غاله العميش (الجميمة)

تعديل مصدري - تعديل

غاله العميش هي إحدى قرى عزلة خطوه الحمارين بمديرية الجميمة التابعة لمحافظة حجة، بلغ تعداد سكانها 56 نسمة حسب تعداد اليمن لعام 2004.